# Helfštýn
Helfštýn (hoặc Helfštejn, tiếng Séc: Helfštýn, tiếng Đức: Helfenstein) là tàn tích của một lâu đài tọa lạc ở làng Týn nad Bečvou, gần thị trấn Lipník nad Bečvou, thuộc huyện Přerov, vùng Olomouc, Cộng hòa Séc. Công trình này có tên trong danh sách các di tích văn hóa của Cộng hòa Séc.

## Lịch sử
Lâu đài được xây dựng vào đầu thế kỷ 14. Chủ nhân đầu tiên của lâu đài có thể là quý tộc Friduš của Linava. Trong những thế kỷ tiếp theo, lâu đài chủ yếu thuộc về một số gia đình quý tộc vùng Moravian, chẳng hạn như Sovinec, Kostek của Postupice, Pernštejn, Ludanice và gia tộc Bruntálští z Vrbna.
Trong chiến tranh Ba Mươi Năm, lâu đài kiên cố này hai lần chống lại được các cuộc vây hãm. Quân đội Đan Mạch của Tướng Mansfeld (năm 1626) và quân đội Thụy Điển của Tướng Torstenson (năm 1643) không thể chinh phục lâu đài Helfštýn. Tuy nhiên, sau chiến tranh Bảy Năm, ý nghĩa quân sự của lâu đài cũng ngày càng suy giảm. Vào thế kỷ 18, chủ nhân lúc bấy giờ của khu bất động sản này là gia đình Dietrichstein đã tháo dỡ và bỏ hoang lâu đài.
Từ giữa thế kỷ 19 cho đến hiện nay, lâu đài Helfštýn được sửa chữa và tái thiết liên tục để phát triển du lịch. Đợt trùng tu lâu đài gần nhất diễn ra trong giai đoạn 2017 - 2020.

## Hình ảnh

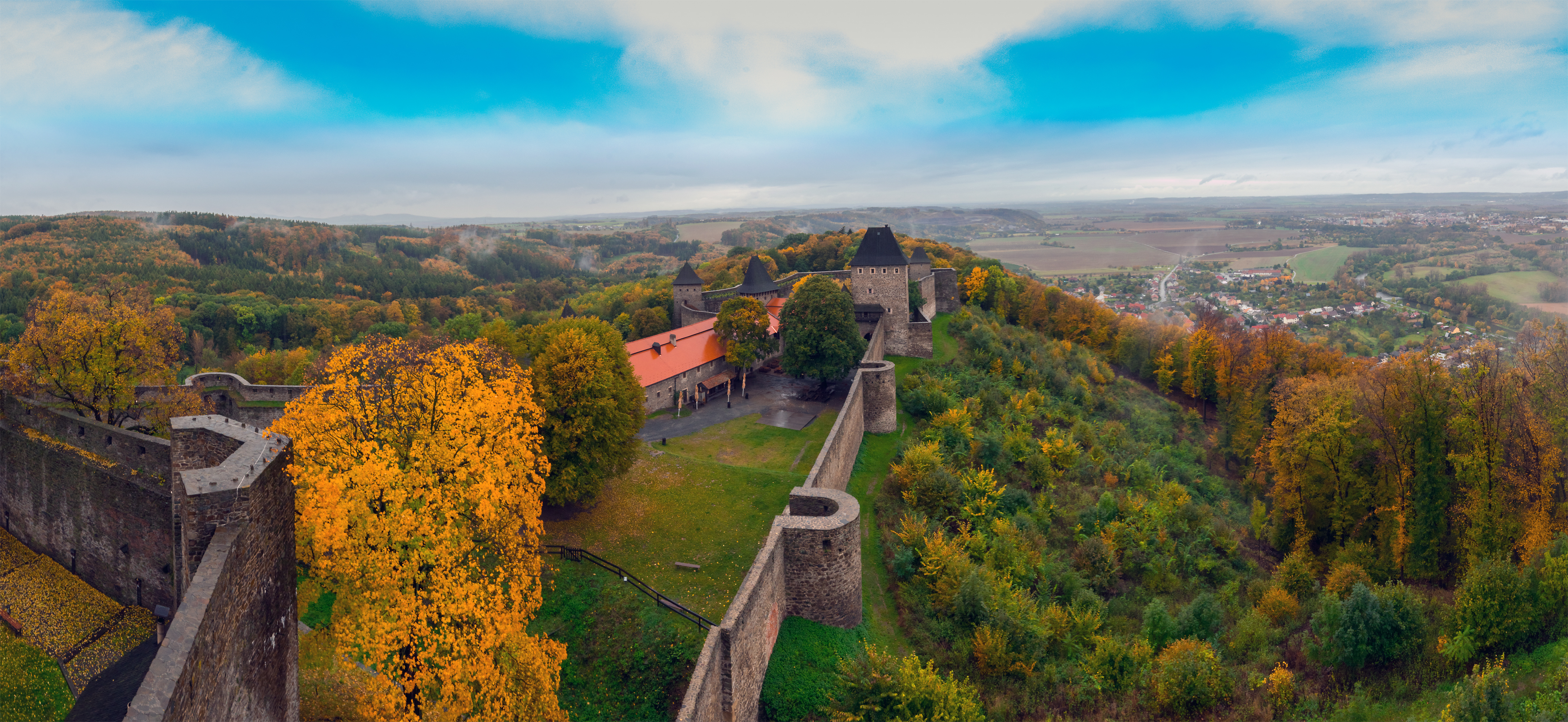
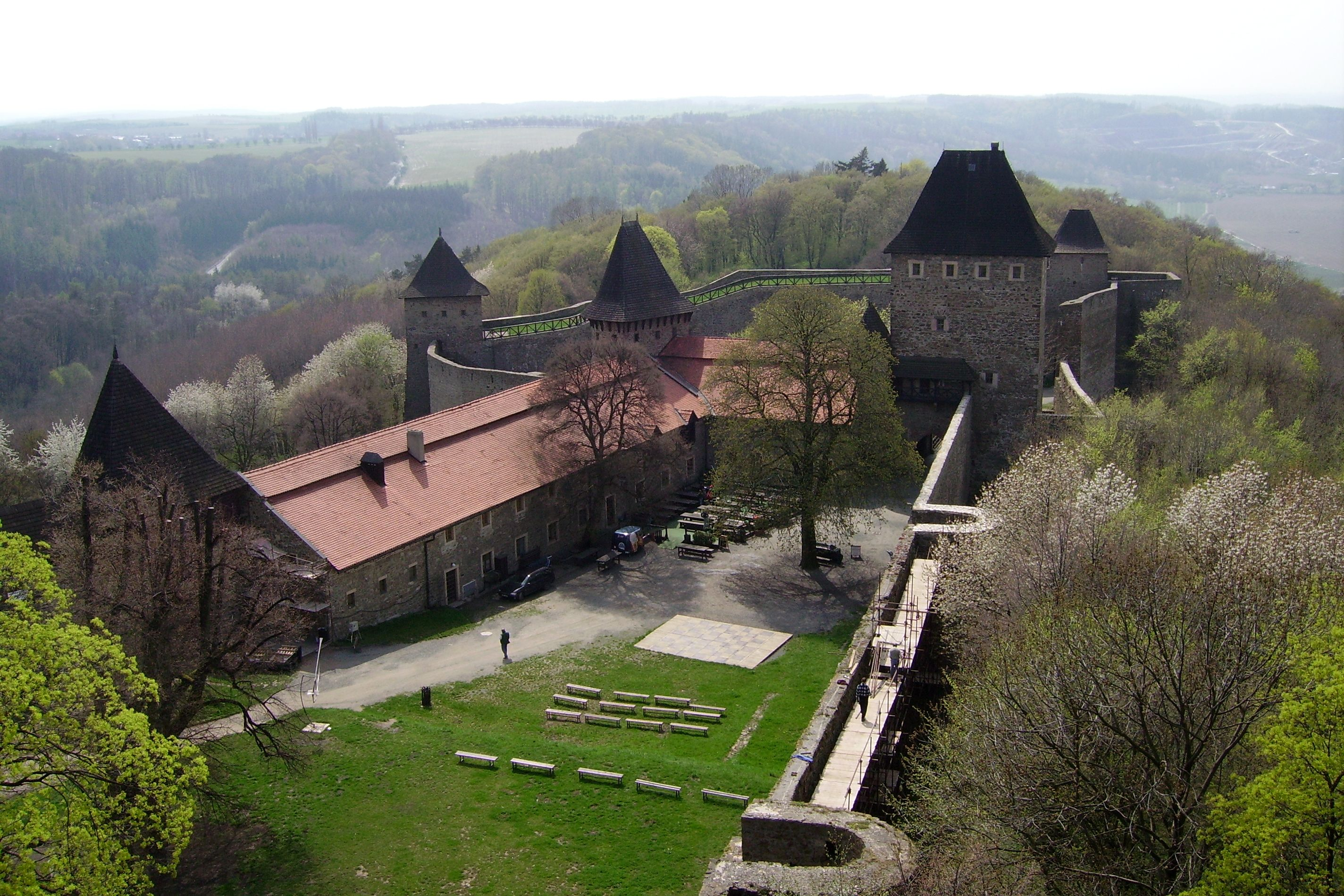
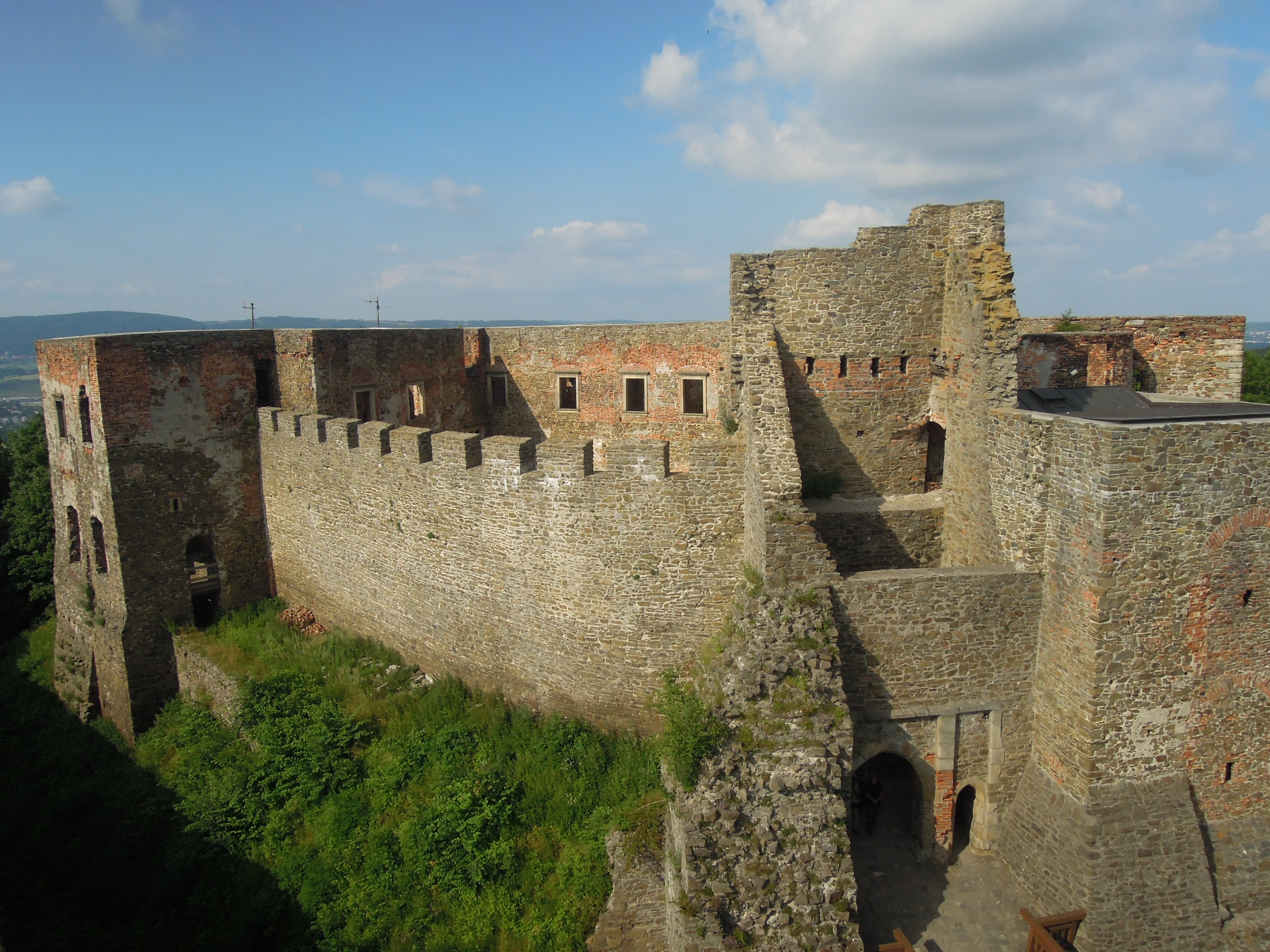
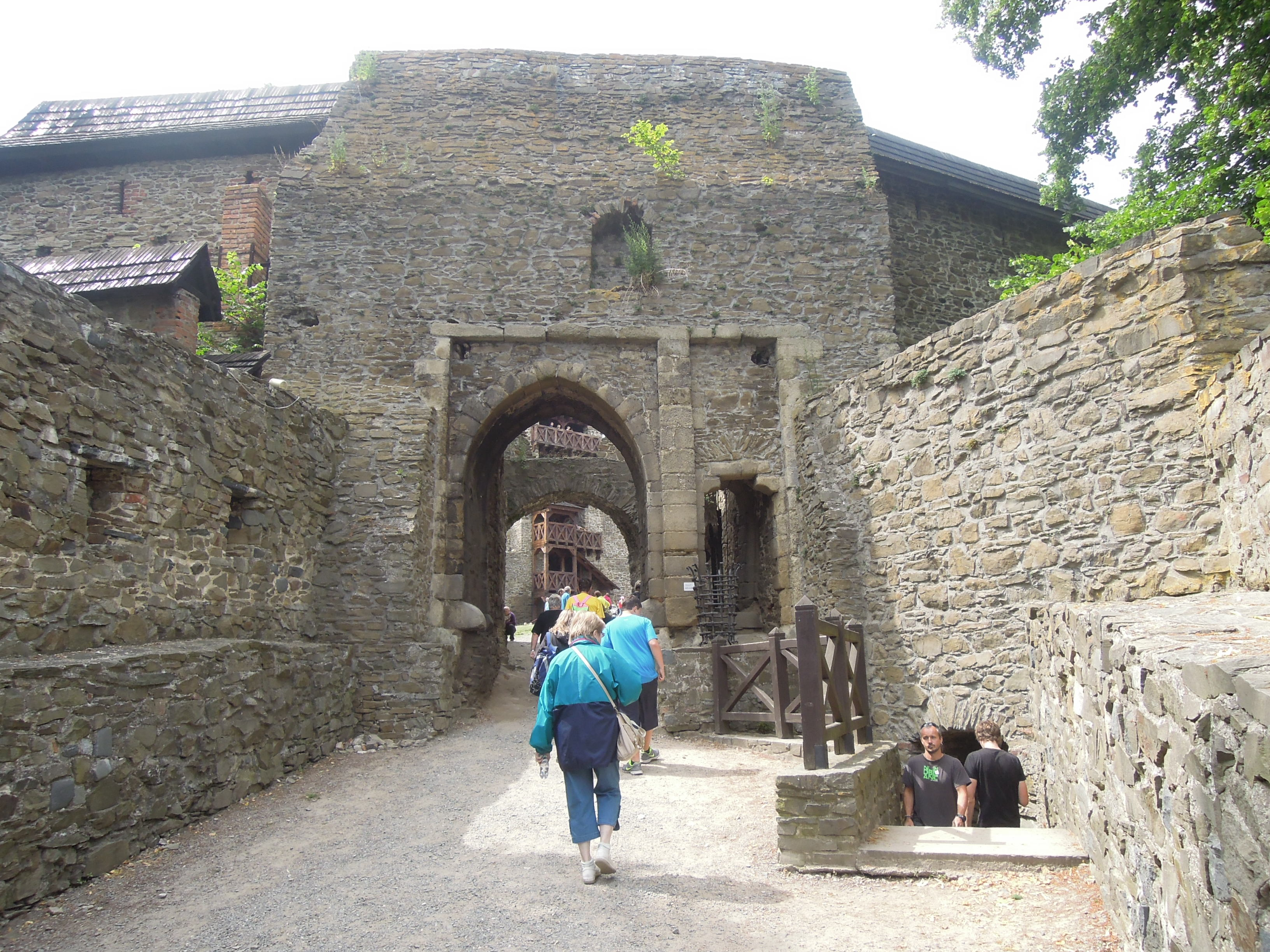
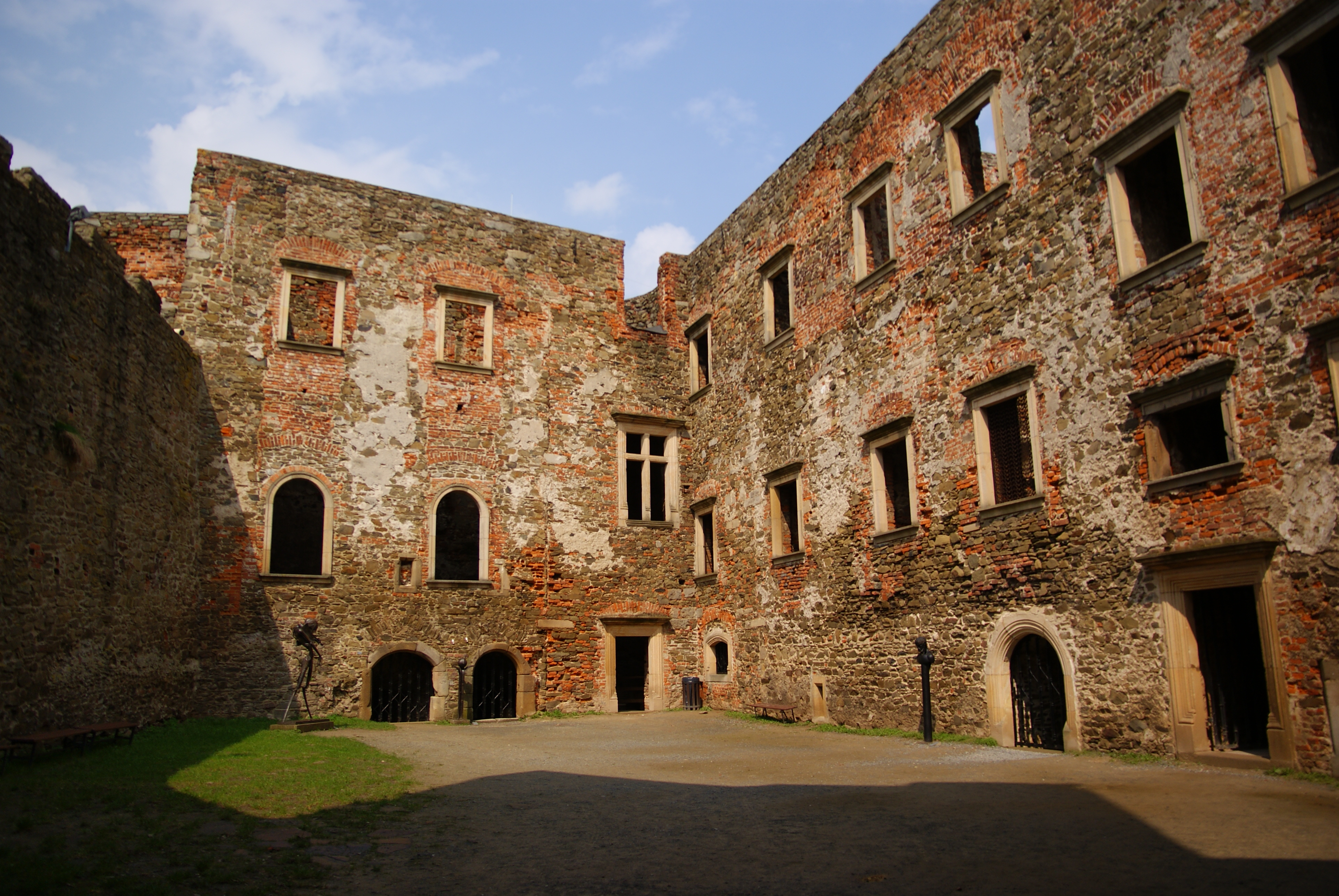
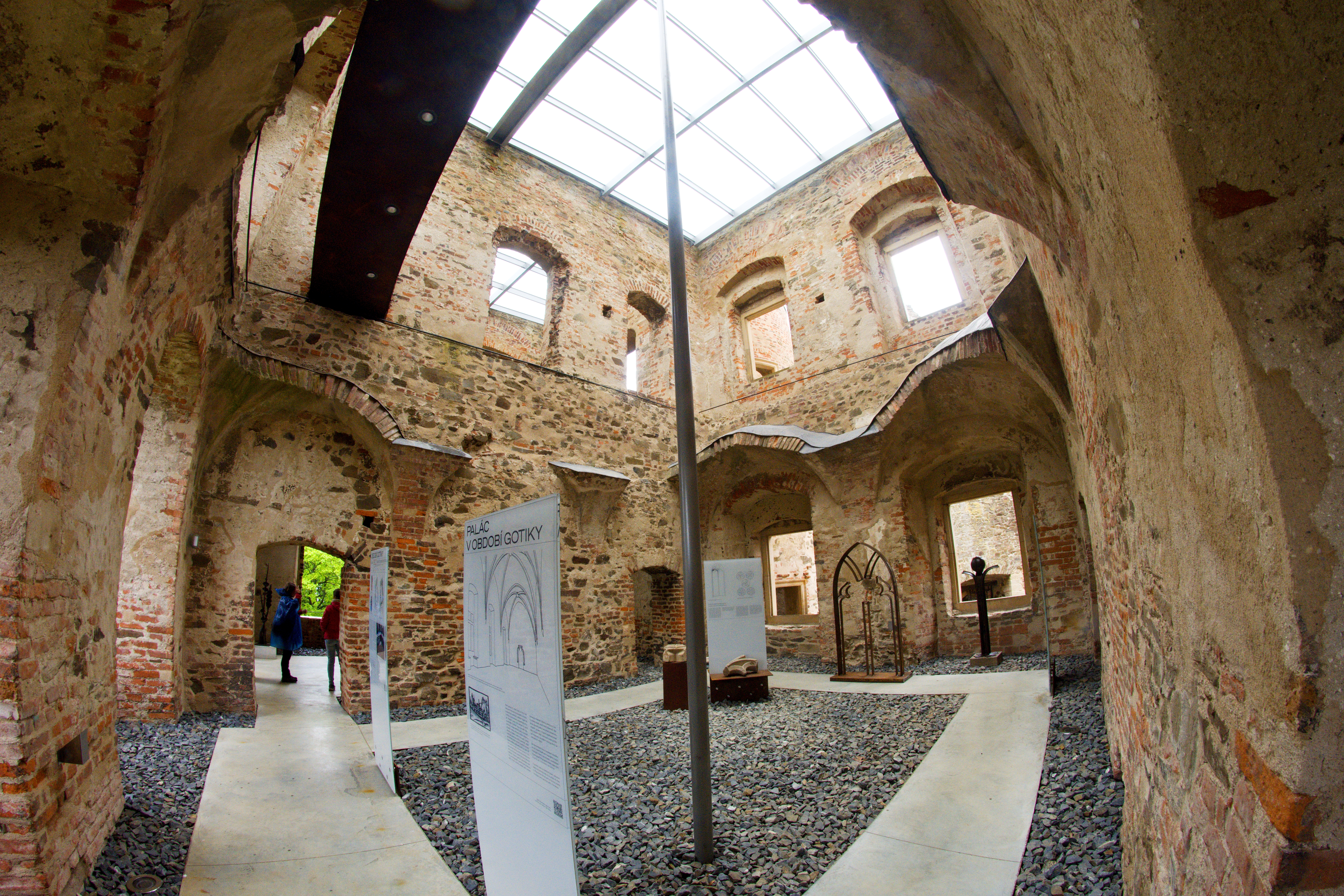